# Wind Jet
Wind Jet — существовавшая ранее итальянская авиакомпания, выполнявшая регулярные и чартерные пассажирские рейсы, базировавшаяся в аэропорту города Катания, Италия. Авиакомпания была основана в 2003 году, после расформирования авиакомпании Air Sicilia, действующим генеральным директором Antonino Pulvirenti, владельцем футбольной команды Calcio Catania. Являлась четвёртой итальянской авиакомпанией по числу пассажиров, работала на нескольких национальных и континентальных рейсах, большинство которых выполнялись из основного хаба Катании Фонтанаросса.

## История
Windjet была создана в 2003 году и начала свою деятельность 17 июня 2003 года. Она на 100 % принадлежала группе Finaria.
25 января 2012 года в Alitalia заявили, что они начнут слияние с Wind Jet, а также с другой итальянской авиакомпанией Blue Panorama.
12 апреля 2012 года Alitalia решила продолжить приобретение только Wind Jet, отказавшись от проекта слияния с Blue Panorama Airlines.

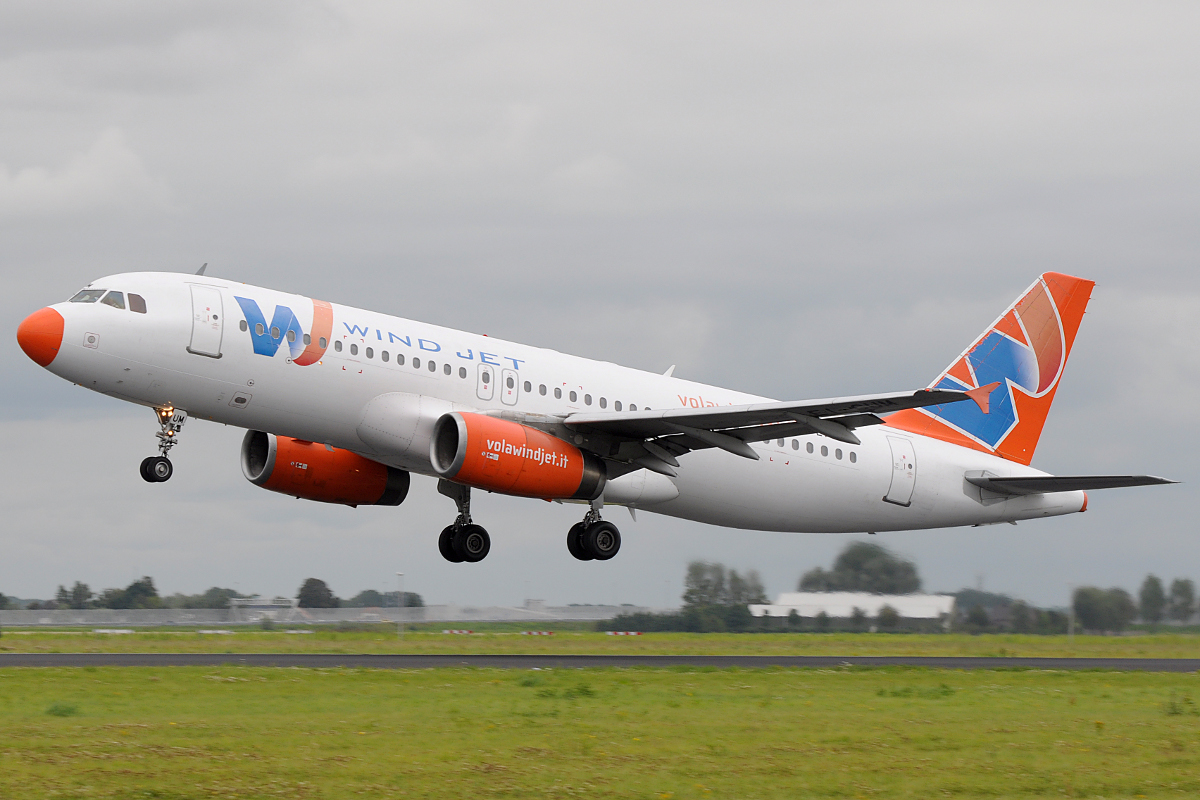
А320 Wind Jet взлетает в аэропорту Амстердам-Схипхол

К концу июля 2012 года итальянский антимонопольный орган предоставил Alitalia возможность приобрести Wind Jet, но в обмен Alitalia должна была отказаться от слота на внутренних ключевых маршрутах. Столкнувшись с этим, Alitalia планирует повторить через несколько дней в августе 2012 года. В результате проблем авиакомпания приостановила все полеты 11 августа 2012 года, и потеряла свой сертификат эксплуатанта, в результате чего 300 000 пассажиров оказались в затруднительном положении.

## Флот
| Самолёт         | Количество | Заказано | Мест в салоне |
| --------------- | ---------- | -------- | ------------- |
| Airbus A319-100 | 5          | 0        | 140           |
| Airbus A320-200 | 7          | 0        | 180           |